# Kibeho
Kibeho est une localité du sud du Rwanda qui a été le lieu d'apparitions mariales de 1981 à 1989.
Un des 416 secteurs du Rwanda, Kibeho se trouve dans le district de Nyaruguru situé dans la Province du Sud.

## Historique

### Apparitions mariales
Dans la journée du 28 novembre 1981, une jeune élève du collège de Kibeho, Alphonsine Mumureke, déclare voir « une dame » d'une beauté incomparable qui se serait présentée à elle comme la « Mère du Verbe ». Elle l'identifie aussitôt comme la Vierge Marie. Le phénomène va se reproduire à de nombreuses reprises, que ce soit en privé ou en public,,. L'apparition est décrite comme « une belle femme — ni blanche ni noire — flottant au-dessus du sol dans une robe fluide sans couture, avec un voile qui couvrait ses cheveux. Elle ne portait pas de chaussures »,.
Les premières réactions sont pour la plupart méfiantes, notamment de la part des professeurs du collège et des autres élèves,. Rapidement, deux autres élèves du collège assurent avoir vu la Dame. Il s'agit de Nathalie Mukamazimpaka, à partir du 12 janvier 1982, et de Marie-Claire Mukangango à partir du 2 mars 1982. Même si les critiques et la méfiance restent vives, un groupe d'élèves et de professeurs assistent à des réunions avec les présumées voyantes où l'on récite le chapelet. Bientôt, la nouvelle se répand en dehors du collège et du village. On vient de la région entière pour voir les voyantes mais surtout pour assister aux apparitions publiques. Les 31 mai et 15 août 1982, on compte environ 10 000 personnes venues assister aux apparitions,.
Le 15 août 1982, les voyants décrivent la Vierge en pleurs. Devant 10 000 personnes, les trois voyantes Alphonsine, Nathalie et Marie-Claire, ont soudain des visions effrayantes : les jeunes filles se mettent à pleurer, claquer des dents et tremblent. La Vierge, disent-elles, leur montre « des têtes décapitées », « un fleuve de sang », « des gens qui s'entre-tuent », des cadavres abandonnés sans que personne vienne les enterrer. La foule en garde une impression de peur, de panique et de tristesse,,.
Très vite Nathalie et Marie-Claire disent ne plus avoir d'apparitions, et seule Alphonsine continue d'en bénéficier. Ces apparitions prennent fin le 28 novembre 1989,,.
Après une enquête confiée au père Augustin Misago par l'archevêque de Kigali, Mgr Vincent Nsengiyumva, le culte public est autorisé le 15 août 1988 par l'évêque de Butaré, Mgr Jean-Baptiste Gahamanyi.
Les apparitions ont été reconnues officiellement le 29 juin 2001 par Mgr Misago.

### Massacre de Kibeho
Le massacre de Kibeho est un massacre qui s'est produit le 22 avril 1995 dans un camp pour personnes déplacées près de Kibeho.
Les soldats australiens faisant partie de la Mission d'assistance des Nations Unies pour le Rwanda ont estimé qu'au moins 4 000 personnes dans le camp avaient été tuées par des soldats de la branche militaire du Front patriotique rwandais, connue sous le nom d'Armée patriotique rwandaise,.

## Personnalités
- Thaddée Ntihinyurwa (1942-) : archevêque de Kigali
- Kizito Mihigo (1981-2020) : chanteur, organiste et compositeur

## Description

### Le sanctuaire de Kibeho

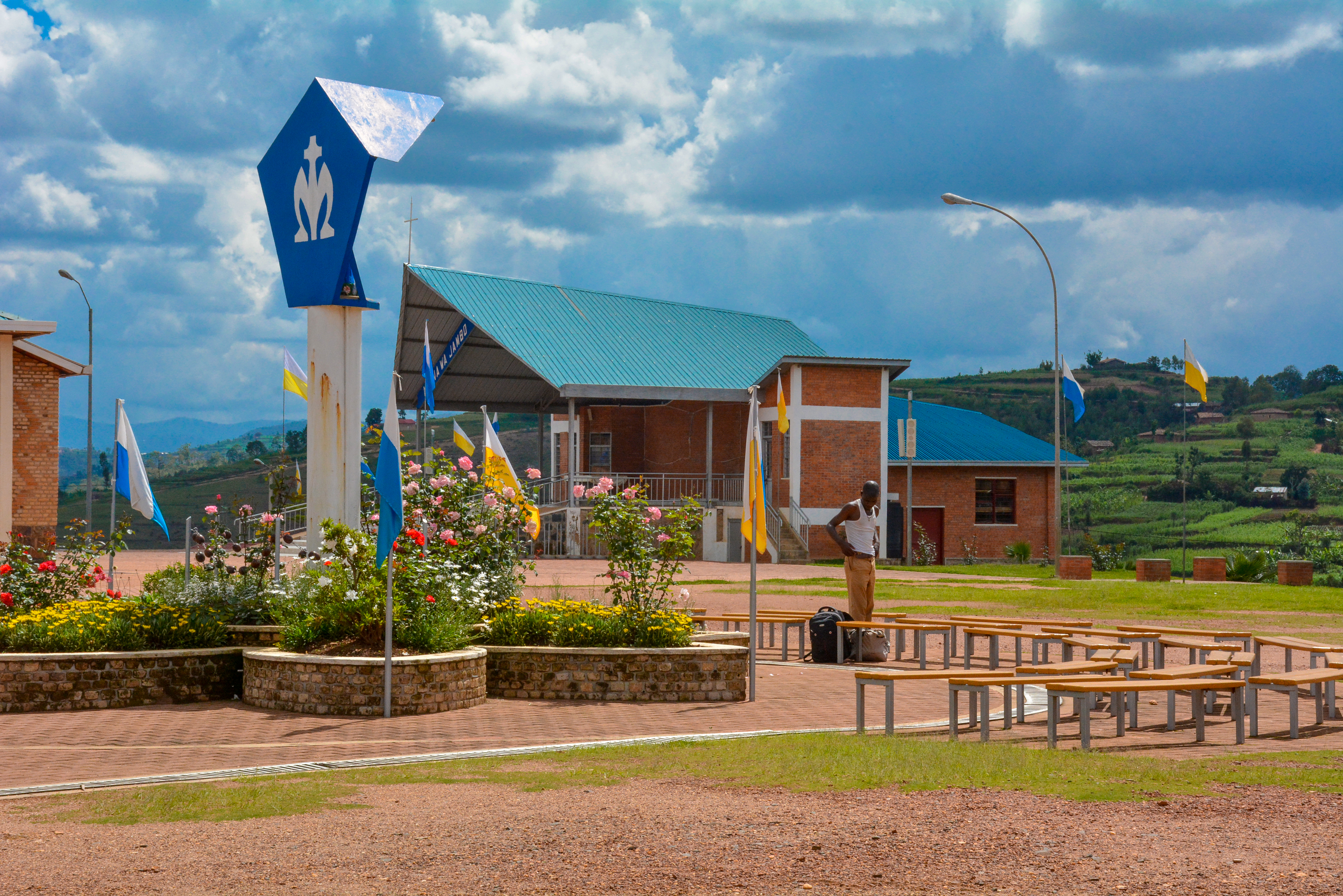
L'esplanade des apparitions dans le sanctuaire.

Après une enquête canonique diligentée par le diocèse, le culte à Notre-Dame de Kibeho est autorisé en 1988. Une première chapelle est mise en construction en 1992. Le site se développe rapidement pour répondre à l'afflux des pèlerins qui viennent même des pays voisins. Le génocide des Tutsi au Rwanda en 1994 et les violences qui suivent frappent durement la région. La paix retrouvée, le sanctuaire reprend son expansion. En 2003, le cardinal Crescenzio Sepe, vient inaugurer le sanctuaire appelant à la réconciliation des populations déchirées.
Face à la croissance des pèlerinages, la construction d’une nouvelle église de grande capacité est décidée en 2020. Elle est terminée en novembre 2021 et permet d'accueillir 10 000 personnes à l'intérieur, et dix fois plus sur l'esplanade extérieure. Le site accueille aujourd'hui plus de 500 000 pèlerins par an. Les autorités civiles espèrent une croissance des pèlerinages et du tourisme sur ce lieu grâce à la mise en service de ces nouvelles infrastructures,.